# Adeloparius iridescens
Adeloparius iridescens är en skalbaggsart som beskrevs av Louis Albert Péringuey 1901. Adeloparius iridescens ingår i släktet Adeloparius och familjen Aphodiidae. Inga underarter finns listade i Catalogue of Life.